# Número C
O termo Número C (ou C-número) é uma nomenclatura antiga usada por Paul Dirac que se refere a números reais e complexos. É usado para distinguir de operadores (números quânticos) na mecânica quântica.
Embora os números c sejam comutados, o termo número c anticomutação também é usado para se referir a um tipo de números anticomutação que são descritos matematicamente pelos números de Grassmann. O termo também é usado para se referir apenas a "números de comutação".